# Дакија
Дакија (лат. Dacia) је античка историјска област, која се простирала северно од доњег тока реке Дунава, у ширем захвату Карпатских планина. Име је добила по Дачанима, који су на том простору током првог века нове ере створили моћну државу, која је била главни супарник Римског царства. Током дачких ратова, римске легије су уништиле дачку државу и запоселе највећи део Дакије. Римски цар Трајан (98–117) је на освојеном подручју створио провинцију Дакију (лат. Dacia Felix), која је касније више пута дељена на неколико управних области.
Римска провинција Дакија је током 2. и 3. века била изложена честим нападима варварских народа, тако да је морала бити напуштена у време цара Аурелијана (270–275). Том приликом је извршена евакуација не само војске, већ и знатног дела становништва. Пресељеници су настањени у областима јужно од реке Дунава, првенствено у дотадашњем источном делу римске провинције Горње Мезије. У исто време, извршено је и преуређење провинцијске управе, тако да је на поменутим просторима створена нова провинција Аурелијанова Дакија (лат. Dacia Aureliana). Оснивањем ове провинције под таквим именом, појам Дакије се пренео и на области јужно од реке Дунава.
Каснијом реорганизацијом државне управе Аурелијанова Дакија је подељена на две посебне провинције: Приобална Дакија (лат. Dacia Ripensis) и Средоземна Дакија (лат. Dacia Mediterranea). Накнадно је установљена и шира управна област, која је названа дијецеза Дакија (лат. Dioecesis Daciarum). Све ове области, како у старој Дакији северно од Дунава, тако и у новој (овостраној) Дакији, јужно од поменуте реке, преплавила су током 6. века словенска племена.

## Географија
Име провинције Дакије потиче од народа Дачана који су, заједно са Гетима, живели у тој области. У најширем просторном опсегу, антички појам Дакије је обухватао територију чија је граница на северу била омеђена Карпатима, на југу Дунавом, на западу реком Тисом, а на истоку реком Дњестром. Највећи део тог простора данас припада Румунији, а поједини делови се налазе у саставу Молдавије, Украјине, Мађарске, Србије и Бугарске.

## Историја
Дачане су Римљани сматрали опасним противницима, поготову што су, за разлику од већине варвара, били релативно јединствени. Када је 86. године, престо заузео Децебал, који је додатно уједнио Дачане, за Рим је то значио појаву једне моћне државе на њеним границама. Цар Домицијан је покушао да спречи јачање Децебала у ратовима између 85. и 89. године али у томе није имао правог успеха. Ни Нерва није имао успеха. Затим је Трајан морао водити један тежак рат, Први дачки рат, од 101. до 102. године, у коме је Децебал био поражен. После неколико година, Децебал је покушао да окупи савезнике против Рима, што је довело до Другог дачког рата, од 105. до 106. године. Децебал је избегао заробљавање самоубиством и читава Дакија је била освојена. Дакија је постала провинција још пре 11. августа 106. године. Трајан је као плен донео 331 тону сребра и 165 тона злата: Дакија је била позната као рудоносна област.
Након Трајановог освајања 106. године, новоосвојена област је добила официјелно име Дакија. Цар Хадријан поделио је 118. године ову дотад јединствену провинцију на два дела, под именима: Горња Дакија (лат. Dacia Superior) и Доња Дакија (лат. Dacia Inferior). Само пет година касније Хадријан је из Горње Дакије издвојио још једну област, под именом Поролисумска Дакија (по граду Поролисум; лат. Dacia Porolissensis). Од 167. до 169. године, Марко Аурелије је поново реорганизовао ову област:
1. Апулумска Дакија (по граду Апулум; лат. Dacia Apulensis)
2. Поролисумска Дакија (лат. Dacia Porolissensis)
3. Малванска Дакија (по граду Малва; лат. Dacia Malvensis)

Тако је Дакија била подељена на три провинције све док Аурелијан није коначно повукао римску војску и народ из Дакије 271. године. Формална престоница била је Colonia Ulpia Traiana Augusta Dacia, али највећи део власти био је у Сармизегетузи, која је још у време дачких краљева била престоница.
Све до епохе Марка Аурелија, Дакију нису угрожавали други варвари. До великог искушења је дошло 235. године, када су се варвари окупили ради напада. Када су они напали 238. године, Дакију су потресали ратови све док Аурелијан није одлучио да евакуише Дакију 271. године.
Под Константином Великим Рим је поново освојио део Дакије, али је и та област брзо напуштена.
Од Трајанових времена Дакија је постала циљ насељавања људи из читавог Царства. Ради споразумевања је био латински неопходан. Остаје нејасно како се латински одржао и након повлачења Рима. Од овог „варварског” латинског настао је данашњи румунски језик.

## Управа и војска
Након окончања Првог дачког рата, Дакија је била контролисана само војно, али од 106. године, после Другог дачког рата, Дакија је постала царска провинција. То је значило да сам цар поставља управника, тј. намесника провинције из редова римских сенатора.
Након варварских напада из 117. и 118. године, Хадријан је решио да реорганизује Дакију. Све три тако настале провинције, Dacia Inferior, Dacia Superior и Dacia Porolissensis, биле су независне једна од друге али су војно блиско сарађивале.
Нова реорганизација је дошла у време цара Марка Аурелија, после новог напада варвара из 168. године. Нова троделна Дакија, састављен од области Dacia Apulensis, Dacia Porolissensis и Dacia Malvensis чинила је јединствену провинцију Дакију, која је имала само једног намесника. Вероватно је Марко Аурелије сматрао да ће јединствена команда у читавој Дакији били ефикаснија одбрана од варвара.
Војно узев, у Дакији су биле стациониране две легије, V Macedonica (логор је био у данашњој Турди) и XIII Gemina (логор у Апулуму). Било је и других помоћних одреда, нарочито на граници према варварима. Укупно било је око 30.000 римских војника у Дакији.

## Привреда
За Рим, Дакија је представљала богат извор руда. Из бројних рудника ископавало се злато и сребро. Било је и гвожђа, зачина. Поред руда, које су биле најважнији разлог зашто су се Римљани уопште упустили у скупо освајање и тешко чување Дакије, ова земља је била богата дрветом, вуном, кожама. У Дакију се увозило углавном маслиново уље, вино и луксузна роба. У часу када се Аурелијан одлучио да напусти Дакију, вероватно су већина главних рудника племенитих метала били исцрпљени.